# Верну
Верну́ (фр. Vernoux) — коммуна во Франции, находится в регионе Рона — Альпы. Департамент — Эн. Входит в состав кантона Сен-Тривье-де-Курт. Округ коммуны — Бурк-ан-Брес.
Код INSEE коммуны — 01433.

## География

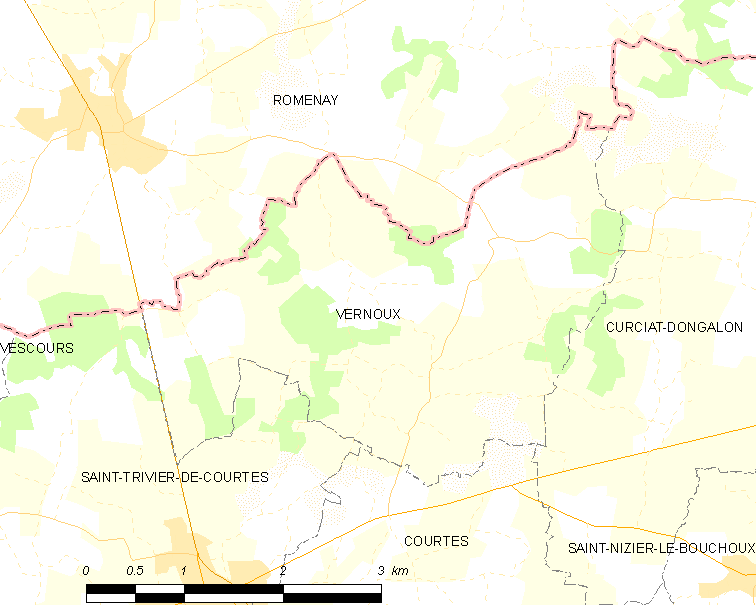
Карта коммуны

Коммуна расположена приблизительно в 340 км к юго-востоку от Парижа, в 85 км севернее Лиона, в 32 км к северу от Бурк-ан-Бреса.
По территории коммуны протекают небольшие реки Вуа, Сушон и Такен (фр. Taquin).

## Климат
Климат полуконтинентальный с холодной зимой и тёплым летом. Дожди бывают нечасто, в основном летом.

## Население
Население коммуны на 2010 год составляло 285 человек.
| 1962 | 1968 | 1975 | 1982 | 1990 | 1999 | 2010 |
| ---- | ---- | ---- | ---- | ---- | ---- | ---- |
| 273  | 208  | 190  | 151  | 148  | 127  | 285  |

## Администрация
| Период | Период | Фамилия         | Партия | Примечания |
| ------ | ------ | --------------- | ------ | ---------- |
| 1977   | 2001   | Абель Бийу      |        |            |
| 2001   | 2008   | Мишель Шарве    |        |            |
| 2008   | 2014   | Даниель Колен   |        |            |
| 2014   | 2020   | Филипп Равассар |        |            |

## Экономика
В 2010 году среди 197 человек трудоспособного возраста (15—64 лет) 164 были экономически активными, 33 — неактивными (показатель активности — 83,2 %, в 1999 году было 71,6 %). Из 164 активных жителей работали 150 человек (80 мужчин и 70 женщин), безработных было 14 (5 мужчин и 9 женщин). Среди 33 неактивных 8 человек были учениками или студентами, 12 — пенсионерами, 13 были неактивными по другим причинам.

## Достопримечательности
- Ферма Трико (XVII век). Исторический памятник с 1932 года[4]
- Ферма Ферран (XVII век). Исторический памятник с 1944 года[5]